# 위조 쿠폰

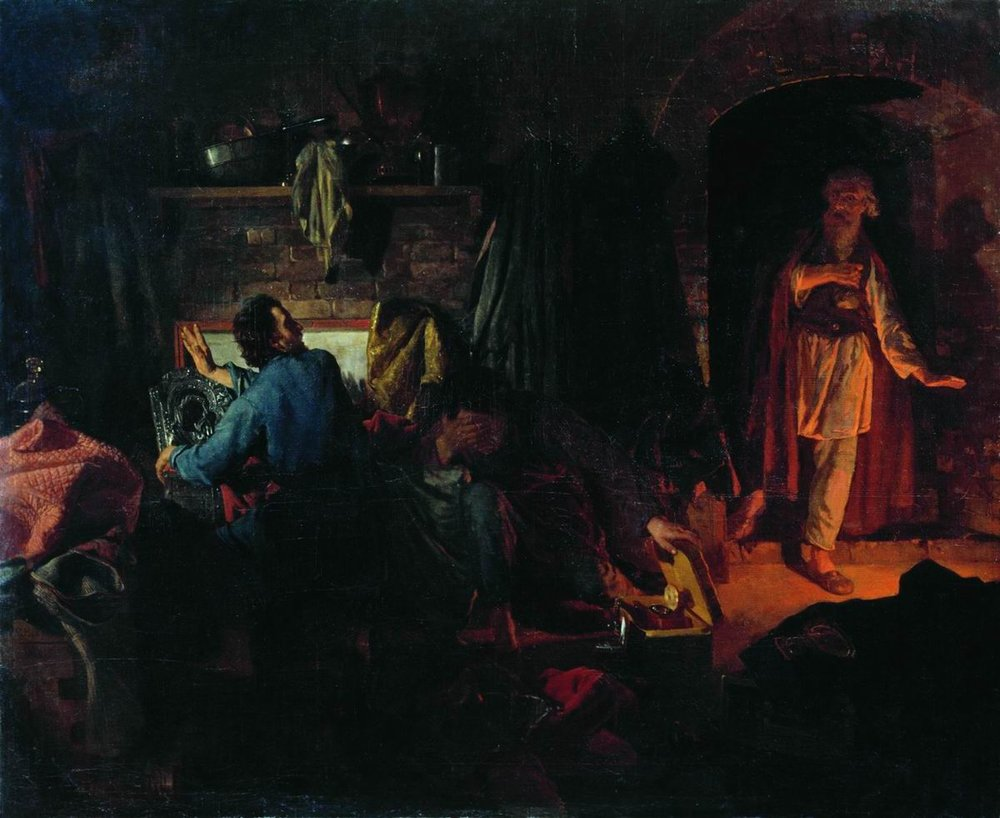

《위조 쿠폰》(러시아어: Фальшивый купон)는 레프 톨스토이의 소설이다.

## 개요
만년의 톨스토이가 도덕적 탐색과 진리 추구를 계속해 나가는 과정에서 탄생시킨 걸작이다. 작은 위조 쿠폰 한 장에서 시작된 ‘악의 순환’을 통해 인간의 화해와 용서, 그리고 사랑이 어떻게 가능한지를 보여주고 있다.
이 책은 제1부와 제2부로 구성되어 있는데, 특히 제1부는 일련의 사건들이 계속 인과관계로 연결되면서 축적되는 구조로 되어 있다[중학생이 만든 위조 쿠폰으로 인한 작은 거짓의 시작 → 위조 쿠폰이 통용되면서 새로운 사람들이 자꾸 ‘위조 쿠폰 사건’(악)에 연루됨 → 이반 미로노프라는 한 농부의 인생이 완전히 파괴되면서 ‘악을 악으로 갚는 일’이 일어남 → ‘악의 연쇄 고리’가 만들어지고 ‘악의 순환’이 반복됨]. 이러한 구조는 세상사에서 그 어떤 것도 흔적 없이 그냥 사라지지는 않는다는 것과 연관된다. 나아가서는 인간이 행한 모든 악은 장차 이런저런 방법으로 소환되고, 다른 이들을 해치면 결국 그것이 자기 자신에게 부메랑이 되어 돌아온다는 의미도 내포하고 있다.
제1부가 탄력적으로 움직이는 악의 구(球)가 ‘어떻게 퍼져나가는가’에 대한 이야기라면, 제2부는 선의 힘이 그것을 ‘어떻게 차단하고 끊어내는가’에 대한 이야기로 정리할 수 있다. 악의 고리를 끊어내고, 악의 움직임을 차단하는 ‘선의 힘’은 ‘악에 대한 무저항주의’ 혹은 ‘악을 삼켜버리는 행위’에서 나온다는 것이 톨스토이의 신념이자 확신이다. 악에 대한 무저항주의는 인간 자신을 위해서도, 사랑의 완성에 도달하기 위해서도 중요할 뿐만 아니라, 오직 이 한 가지 무저항주의를 통해서 악을 중지시키고, 악 그 자체를 삼켜버리고, 악을 무력화시키고, 악이 더 이상 확산되는 걸 허용하지 않기 위해서도 중요하다. 만약 악을 삼켜버리는 그 힘이 없다면 탄력성이 좋은 구(球)의 움직임처럼 악이 필연적으로 퍼져나간다. 살아 움직이며 활동하는 기독교는 기독교(교리)를 만들고 창조하기 위해서 존재하는 것이 아니라, 악을 삼켜버리기 위해서 존재한다. ‘쿠폰’에 관한 이야기를 완성하길 간절히 원한다.

## 서지정보
- 《위조 쿠폰》, 강명수 역, 지식을만드는지식, 2009년 발행 (ISBN 978-89-6228-393-8)

## 참고 자료
- 본 문서에는 지식을만드는지식에서 CC-BY-SA 3.0으로 배포한 책 소개글을 기초로 작성된 내용이 포함되어 있습니다.